# Filipinos
Filipino é o integrante do grupo étnico que habita a região da Sudeste Asiático correspondente à atual República das Filipinas, termo aplicado tanto aos cidadãos do país como a pessoas de descendência filipina com outras cidadanias. Existem atualmente cerca de 100 milhões de filipinos ao redor do mundo.
Ao longo da colonização espanhola das Filipinas, o termo "filipino" designava os espanhóis nascidos nas Filipinas, também conhecidos como insulares, criollos ou españoles filipinos, para distingui-los dos espanhóis nascidos na Europa, que eram conhecidos como peninsulares. Durante a segunda metade do século XIX, no entanto, o termo "filipino" passou a se referir à população indígena das ilhas que formam as Filipinas. De acordo com o historiador Ambeth Ocampo o herói nacional do país, José Rizal, teria sido o primeiro a chamar os habitantes de "filipinos".
Hoje em dia, a palavra "filipino" também é usada para designar a nacionalidade e cidadania do indivíduo que nasceu na República das Filipinas, ainda que tenha origem étnica diferente da maioria austronésia, como por exemplo os filipinos de origem norte-americana, espanhola, indiana, japonesa e chinesa.
Coloquialmente, os filipinos se chamam de Pinoy (no feminino Pinay), termo formado com as últimas quatro letras de Pilipino com a adição do sufixo diminutivo -y. A palavra foi cunhada por filipinos que migraram para os Estados Unidos durante a década de 1920 e foi adotada posteriormente nas Filipinas.
Em diversas línguas faladas nas Filipinas, o termo "filipino" é grafado como Pilipino. Este uso do /p/ no lugar do "f" se deve à inexistência do fonema /f/ nestes idiomas.

## Origens
Os filipinos são descendentes dos povos que falavam idiomas austronésios que migraram em sucessivas ondas, vindos da ilha de Taiwan e da costa de Fujian, na China continental, para as ilhas que formam as atuais Filipinas. São parentes próximos dos amis, uma das tribos aborígenes austronésias de Taiwan, a quem se assemelham muito fisicamente, e com quem partilham a mesma cultura pré-histórica, e diversas características linguísticas como a gramática e o vocabulário. De acordo com estudo da Universidade de Stanford, a composição genética dos filipinos e dos amis são extremamente similares, com a exceção duma pequena fração (3%) de genes europeus, provavelmente espanhóis e/ou norte-americanos.

## História
O antropólogo norte-americano Henry Otley Beyer foi o primeiro a propôr que os malaios, provenientes da Malásia, teriam povoado as Filipinas em diversas ondas migratórias. No entanto, a maioria dos antropólogos e linguistas contemporâneos (Blust, Reid, Ross, Pawley) e arqueologistas (Bellwood) propõem que o inverso seria mais correto. A maioria dos filipinos seria descendente de migrantes falantes de idiomas austronésios que teriam chegado nas atuais Filipinas vindo do Sul da China e Taiwan, durante a Idade do Ferro.
Os filipinos costumam ser classificados como parte duma "raça malaia"; no entanto, os antropólogos modernos disputam esta classificação, alegando que ela tem pouca validade taxonômica. O termo "raça malaia" foi cunhado em 1795 pelo fisiólogo alemão Johann Friedrich Blumenbach para se referir aos habitantes de pele escura das Índias, Oceania, Melanésia e Austrália. Era uma das cinco categorias criadas por Blumenbach para a classificação dos seres humanos, incluindo aquelas que ele chamou de raça negra e a raça amarela. Desde então, antropólogos modernos reverteram estes conceitos, citando a complexidade das raças humanas como sendo impossível de ser classificada em categorias tão pouco numerosas e simplificadas. Geneticamente, não existem unidades distintas de população humana, e todos os seres humanos são relacionados geneticamente;
O termo "raça malaia" também é considerado como errôneo porque passa a impressão de que a rota da colonização das Filipinas passou pela Malásia, enquanto as teorias atuais sustentam que teriam sido na verdade os malaios que habitam o resto do arquipélago malaio e a parte continental da República da Malásia que são descendentes dos povos que falavam idiomas austronésios que colonizaram antes as Filipinas. Estes imigrantes teriam continuado a migrar para o sul, atingindo a Indonésia, Timor-Leste e diversas outras ilhas do Pacífico.
Os primeiros habitantes arborígenes das Filipinas são conhecidos como negritos. Seus ancestrais teriam chegado milhares de anos antes dos imigrantes austronésios. Seus descendentes, os aetas, constituem uma minoria bem reduzida da população filipina.
Antes da chegada dos espanhóis, em 1521, as Filipinas não eram uma nação unificada; em vez disso, seus habitantes estavam essencialmente divididos em nações tribais etnolinguísticas, ou barangays, com alguma sofisticação cultural, que incluía o sistema de castas local (Maharlika)
Na segunda metade do século XVI, o arquipélago filipino passou a fazer parte das Índias Orientais Espanholas. Os espanhóis batizaram as ilhas em homenagem ao rei Filipe II da Espanha, e durante os 333 anos de domínio espanhol o termo filipino passou a designar os espanhóis nascidos no arquipélago. Os indígenas filipinos costumavam ser chamados de índios, "índios", da mesma maneira que os indígenas americanos. Após a Guerra Hispano-Americana, em 1898, a Guerra Filipino-Americana, e as lutas pela independência, os índios nativos passaram a procurar por uma identidade nacional. Os revolucionários nativos, conhecidos entre eles mesmos como tagalogs (e sua nação como Katagalugan, se referindo a todo o arquipélago), passaram a se chamar de "filipinos", apropriando-se do termo utilizado anteriormente apenas pelos espanhóis nascidos nas Filipinas. O general Emilio Aguinaldo esteve entre as primeiras pessoas a utilizar "filipino" como designação nacional para os habitantes indígenas do país, assim como qualquer outra pessoa nascida nele. Este ato teve como intenção ajudar a unir a população e estabelecer um sentimento de nacionalismo, no século XX, contra a presença dos Estados Unidos e a ocupação das ilhas.

## Estudos genéticos
Alguns estudos genéticos, baseados em amostras populacionais muito reduzidas, começaram a fornecer indícios sobre as origens do povo filipino. Muito ainda precisa ser descoberto para estudos mais amplos de significância estatística válida sobre a ancestralidade dos diversos grupos étnicos austronésios das Filipinas.
Um estudo da Stanford University realizado em 2001 revelou que o haplogrupo O3-M122 do cromossoma Y humano (chamado de "haplogrupo L" neste estudo) é predominante nos filipinos do sexo masculino. Este haplogrupo, em particular, também é predominante entre os chineses e os coreanos do sexo masculino. Esta descoberta é consistente com a teoria de que estes povos teriam migrado da China para as Filipinas. Outro haplogrupo, o haplogrupo O1a-M119 (chamado de "haplogrupo H" neste estudo) também é encontrado entre os filipinos. A frequência do haplogrupo O1a é mais alta entre os arborígenes de Taiwan. No total, as frequências genéticas encontradas entre os filipinos apontam para a tribo ami de Taiwan como o seu parente mais próximo, geneticamente.
Um estudo de 2002 da Universidade Médica da China indicou que certos filipinos possuem determinada característica genética que também é encontrada entre os arborígenes de Taiwan e os indonésios, concluindo que os arborígenes teriam origem austronésia.
Um estudo de 2003 da Universidade das Filipinas, feito com base em dois grupos de 50 participantes das ilhas de Luzon e Cebu, forneceu algumas informações sobre os possíveis locais de origem dos primeiros filipinos. Alguns traços genéticos raros foram descobertos, que também são partilhados por povos de diversas partes da Ásia Central e Leste, reforçando as teses de sua origem asiática.

## Diáspora
Os filipinos formam o maior grupo étnico das ilhas Marianas do Norte, o segundo maior em Palau e Guam, e o segundo maior grupo de asiáticos-americanos nos Estados Unidos. Também formam minorias significantes no Canadá, Reino Unido, Austrália, Macau, Japão, Israel, Hong Kong, Arábia Saudita, Espanha, França.

### Filipinos nas Américas
A chegada dos filipinos nas Américas se iniciou durante a era colonial espanhola. Àquela época, filipinos eram frequentemente empregados como marinheiros, para tripular navios pelo Novo Mundo. Muitos, ao chegarem nos portos americanos, se motinaram, outros fugiram e acabaram por se assentar ali, casando com locais.
A migração filipina, no entanto, começou apenas em meados do século XIX, principalmente nos Estados Unidos. Em 1903, alguns pensionados começaram a chegar, como estudantes nas faculdades e universidades; a partir de 1906 mais filipinos foram contratados como trabalhadores braçais, fazendeiros, ou para trabalhar em indústrias. Após a Segunda Guerra Mundial, diversas enfermeiras filipinas e outros profissionais da área da saúde imigraram para o país. As filipinas compõem boa parte das mulheres que vêm para os EUA através de agências matrimoniais internacionais. Muitas dos filipinos que migraram para os Estados Unidos durante a Lei Marcial são famílias de hispano-filipinos cujos negócios e propriedades foram tomadas pelo governo.

### Filipinos na Oceania
Os filipinos também se estabeleceram nas ilhas da Oceania, particularmente na Micronésia. Os filipinos formam o maior grupo étnico nas ilhas Marianas do Norte; cerca de um em cada dois nativos das ilhas tem um ancestral direto filipino.[carece de fontes?]
Existe uma população considerável de filipinos na Austrália, que se estabeleceram em Sydney e no estado de Nova Gales do Sul. Formam cerca de 1% da população australiana, embora esta proporção seja altamente discutível devido ao número de filipinos que se identificam como espanhóis.[carece de fontes?]